# Cantata profana per tenore, baritono, doppio coro e orchestra
La Cantata Profana è una composizione per tenore, baritono, coro e orchestra scritta da Béla Bartók nel 1930.

## Storia della composizione
Dopo una pausa dell’attività creativa nel 1925, anno in cui nessuna nuova opera si sarebbe aggiunta al catalogo delle composizioni, Béla Bartók nel successivo anno 1926 ricomparve sulla scena internazionale; l’apertura di un orizzonte europeo dissipò definitivamente nell’animo del compositore quelle crisi di scoraggiamento causate dalla chiusura dell’ambiente reazionario in Ungheria sia in campo artistico, sia in àmbito politico. Messa da parte la tentazione di trovare conforto nell’attività di raccolta e di studio del canto popolare, Bartók riprese a eseguire concerti al pianoforte in pubblico, in parte anche coinvolto dall’attività della moglie Ditta Pásztory, fornendo a sé stesso il repertorio delle proprie esecuzioni secondo la mozartiana esperienza di autore e interprete. Nel 1927 si recò negli Stati Uniti d’America, dove ricevette la calorosa accoglienza del pubblico che lo ammirò sia come brillante virtuoso al pianoforte, sia come compositore di talento; nel 1928, sempre dagli USA gli sarebbe stato tributato un importante riconoscimento, con il conferimento del primo premio al suo Terzo Quartetto per archi in do diesis minore (ex aequo con la Serenata op. 46 di Alfredo Casella) nel concorso indetto dalla Musical Fund Society di Filadelfia, mentre nel 1929 si sarebbe recato nell’URSS dove fu udito a Kharkov, Odessa, Leningrado e Mosca.
Ma se la popolarità di Bartók cresceva progressivamente all’estero, in patria la sua posizione diveniva sempre più difficile; uomo profondamente civile e democratico, il musicista non nascondeva minimamente la sua avversione al regime reazionario e paternalistico dell’ammiraglio Miklós Horthy di Nagybánya, salito al potere in Ungheria il 1º marzo 1920 dopo la brevissima parentesi della Repubblica Sovietica di Béla Kun. Non diversamente da Šostakovič (la cui Quinta Sinfonia, dietro l’apparente adesione all’estetica del “realismo socialista”, manifesta la ribellione dell’autore al conformismo), Bartók decise di esprimere musicalmente il proprio elogio della libertà, accanto all’amore per la natura; nacque così nel 1930 la Cantata Profana per tenore, baritono, coro e orchestra, opera mirabile in cui si manifesta l’espressione della professione di fede laica ed umanistica del compositore.
Sulla base di alcuni documenti ritrovati, gli studiosi dell’opera di Bartók sono arrivati alla conclusione che la Cantata Profana avrebbe dovuto costituire la prima parte di un ciclo più vasto comprendente tre o quattro brani; tuttavia, uno schizzo frammentario sembra indicare che oltre alla Cantata, basata sul testo di una ballata popolare romena (tradotto dallo stesso musicista in ungherese e opportunamente adattato alla struttura della composizione), Bartók prevedeva probabilmente di scrivere altri brani simili basati su testi parte in slovacco e parte in ungherese, in modo da esprimere musicalmente il legame di amicizia tra i popoli vicini nell’area della valle del Danubio. In effetti, dopo aver affrontato lo studio del patrimonio musicale popolare in Ungheria, il compositore aveva esteso la sua attività di ricerca anche alle aree linguistiche slovacche e romene; fu questo un lavoro che ebbe grande importanza per Bartók, in quanto lo condusse decisamente verso l’emancipazione dallo schematismo dei sistemi all’epoca in uso basati esclusivamente sui modi maggiore e minore.
La prima audizione della Cantata Profana ebbe luogo in Inghilterra a Londra il 25 maggio 1934 a cura della BBC; nella capitale britannica fu diretta anche la prima esecuzione in concerto. In Ungheria, la prima esecuzione avvenne il 9 novembre 1936 da parte dell’Orchestra Filarmonica di Budapest diretta da Ernő von Dohnányi, con le voci soliste del tenore Endre Rösler e del baritono Imre Palló.

## Struttura della composizione
Analogamente al Secondo Concerto per pianoforte e orchestra, la Cantata Profana è un’opera nella quale si rivela l’influenza della polifonia di Johann Sebastian Bach su Bartók, nella sua accezione più generale. Peraltro, va precisato che Bartók si avvale della musica del sommo maestro di Eisenach come modello di economia dei mezzi espressivi e non per comporre opere secondo forme e locuzioni antiche, di cui esempi cospicui nel XX secolo sono la Passacaglia per orchestra di Wladimir Vogel, il Primo e Secondo Concerto Grosso di Ernest Bloch e le Partite per orchestra di Alfredo Casella, Goffredo Petrassi e William Walton. Titolo e forma della Cantata sono stati scelti da Bartók con piena consapevolezza: la forma e la serrata tessitura contrappuntistica della scrittura manifestano l’attento studio delle Cantate e delle Passioni di Bach, mentre l’aggiunta dell’aggettivo “profana” vuole rimarcare l’assenza di qualsiasi forma di ispirazione religiosa. Si può altresì osservare come la Cantata sia compresa in un preciso momento della musica contemporanea, nel corso del quale si assiste a una rinascita dell’interesse per la scrittura corale; tra il 1926 ed il 1930 vedono la luce diversi lavori importanti tra cui la Messa Glagolitica di Leóš Janáček, lo Stabat Mater di Karol Szymanowski e la Sinfonia di Salmi di Igor Stravinskij.
La Cantata Profana occupa un posto a sé tra le opere di Bartók, non essendo stata né preceduta né seguita da opere similari; pur tuttavia, si possono rinvenire legami con composizioni d’altro genere. Così, la drammaturgia di ballata molto particolare della Cantata richiama il Castello del Principe Barbablù, mentre la sua poesia della natura ricorda il tono del Principe di legno. Inoltre, si deve tenere conto dell’influenza che può aver esercitato su Bartók il precedente costituito dal Psalmus hungaricus di Zoltán Kodály.
Il testo della Cantata si basa sulla leggenda dei Cervi incantati, che narra le vicissitudini di un vecchio padre e dei suoi nove figli, ai quali non aveva insegnato alcun mestiere ma solo l’attività della caccia. Un giorno, i nove figli inseguirono un grande cervo così a lungo da smarrire la strada; il loro girovagare tra luoghi sconosciuti li condusse per caso ad attraversare un ponte dove furono magicamente trasformati in nove cervi. Il vecchio padre, preoccupato per la prolungata assenza dei figli, va alla loro ricerca, ma inutilmente; trova invece le tracce di nove cervi che lo conducono presso una fonte. Come vede i cervi, il suo istinto di cacciatore lo induce a imbracciare il fucile e ad aprire il fuoco, quando il più grosso dei cervi gli lancia un avvertimento: «Caro babbino, non sparare su noi, altrimenti ti prendiamo sul palco delle nostre corna e ti scaglieremo di monte in monte, di roccia in roccia, di vetta in vetta, finché in tanti pezzettini resterai spiaccicato». Inutilmente il padre implora i suoi figli di ritornare a casa, dove la madre li attende in lacrime presso la tavola apparecchiata; la risposta del cervo è definitiva: «Vai tu dalla nostra cara mammina, ma noi non andiamo. Non andiamo perché le nostre corna non passano attraverso le porte, ma solo tra i monti; il nostro corpo non può andar più vestito di panni, ma solo tra verdi foglie; le nostre zampe non possono più calpestare la cenere del focolare, ma solo le foglie secche; la nostra bocca non può più bere nei bicchieri ma solo alle fonti».
La struttura esteriore dell’opera evidenzia una ripartizione in tre sezioni, di cui la prima consiste nell’introduzione epica, la seconda nello svolgimento del dramma propriamente detto e la terza nella ricapitolazione altrettanto epica. Tale articolazione tripartita cela in qualche modo l’effettiva struttura simmetrica della Cantata.
- I. Nella prima sezione, il testo è affidato al coro in funzione narrativa. Vi si distinguono cinque episodi: 1) una breve introduzione strumentale, 2-3-4) tre strofe corali, diverse tra loro, e 5) un assai breve epilogo strumentale. L’introduzione ed il primo episodio corale rappresentano un lento aprir di sipario con le nubi del tempo che si diradano poco per volta fino a rivelare incerte figure di leggenda. Dalla brumosa immagine di un paesaggio fiabesco si passa alla violenta e selvaggia fuga di caccia del secondo episodio corale; le feroci grida dei cacciatori trascorrono in imitazioni sempre più serrate, di voce in voce e poi di strumento in strumento (specie i corni) sopra un ostinato degli archi. Infine, il terzo episodio corale e l’epilogo strumentale descrivono la trasformazione dei nove figli smarriti in cervi.
- II. Nella seconda sezione è descritta la ricerca affannosa del padre, partito per ritrovare i figli smarriti, ed il dialogo tra questi ed il maggiore dei figli. Tanto l’aria del tenore (il figlio) è aspra, rettilinea, caratterizzata da brevi accenti spezzati e aggressivamente ascendenti, quanto l’aria del baritono (il padre) è connotata da ampie linee discendenti. Per un momento il coro mette da parte la narrazione imparziale del dramma per sostenere le ragioni del cuore paterno («Andate con lui, seguitelo»), ma invano; i figli reclamano la loro libertà, esprimono la scelta irrevocabile di trascorrere una vita selvaggia incompatibile con la quiete del focolare domestico.
- III. La terza ed ultima parte segue senza interruzioni la precedente, dopo le ultime battute di dialogo tra padre e figlio e dopo l’ultima aria di questi. Spetta nuovamente al coro riprendere la narrazione del racconto leggendario dal principio: «C’era una volta un cacciatore …»; le brume della leggenda calano sulle figure dei protagonisti del dramma che, poco a poco, si dissolvono progressivamente . Soltanto alla fine, quando il coro rievoca le parole del cervo, il tenore vi si associa, balzando in primo piano con un acuto giro melismatico[15].